# Heinrich Oberhoffer
Heinrich Oberhoffer (* 9. Dezember 1824 in Pfalzel; † 30. Mai 1885 in Luxemburg) war ein luxemburgischer Komponist, Organist an der dortigen Kathedrale, Instrumentalpädagoge und Musiktheoretiker.

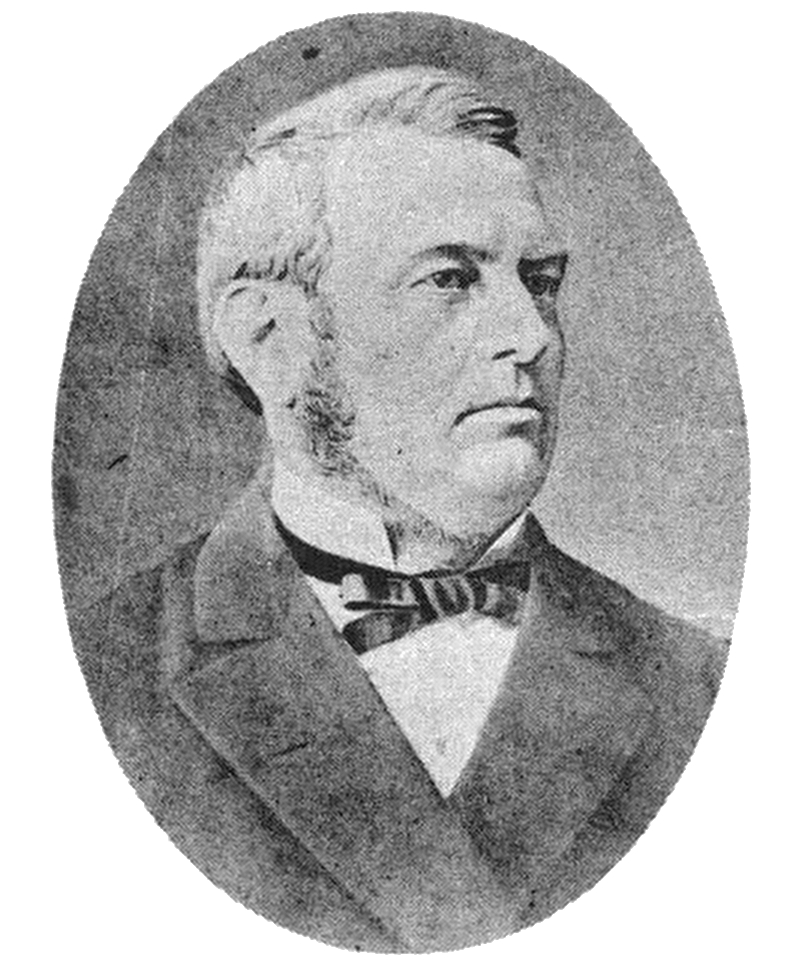
Heinrich Oberhoffer

## Leben und Wirken
Oberhoffer wurde als Sohn eines Lehrers, Küsters und Organisten im  Trierer Ortsteil Pfalzel geboren. Die Grundlagen des Orgelspiels erlernte er wahrscheinlich von seinem Vater und bildete sich dann autodidaktisch weiter fort. Nach dem Besuch des Lehrerseminars in  Brühl wirkte Oberhoffer als Lehrer in Schweich und Trier, wo er nebenamtlich auch den Organistendienst an der (heute nicht mehr existierenden) Gervasiuskirche versah. Im Jahre 1856 wurde er als Lehrer an die Musik- und Normalschule (das Schullehrerseminar) in Luxemburg berufen, neben diesem Amt versah er den Orgeldienst an der Redemptoristenkirche. Zum 1. August 1866 trat er die Nachfolge des verstorbenen Organisten Troes an der Kathedrale an.
1868 nahm Oberhoffer die luxemburgische Staatsbürgerschaft an. In den Jahren 1862 bis 1871 redigierte er die übernational bedeutsame Zeitschrift für katholische Kirchenmusik »Cäcilia«, die ab 1872 Michael Hermesdorff weiterführen sollte, und erstellte das erste Luxemburger Diözesangesangbuch vom Jahre 1867.
Oberhoffer trat als eines der ersten Mitglieder dem 1868 gegründeten Allgemeinen deutschen Cäcilienverein wie auch dem Choralverein Michael Hermesdorffs bei und gehört mit diesem wie den gleichfalls mit ihm verbundenen Stephan Lück, Peter Piel, Franz Xaver Witt und Peter Wagner zu den bedeutenden Restauratoren der katholischen Kirchenmusik des 19. Jahrhunderts.
Mit diesen verbindet ihn der Einsatz für die Verbreitung der Werke der altklassischen Vokalpolyphonie, das unbedingte Eintreten für die ursprüngliche, von derjenigen der Medicaea verschiedenen Fassung des  gregorianischen Chorals und das Bestreben zur besseren Ausbildung der Organisten. Besondere Bedeutung kommt dabei seiner 1874 erschienenen Orgelschule zu, in der sich die langjährige pädagogische Erfahrung Oberhoffers widerspiegelt und die weite Verbreitung finden sollte.
Als Musikschriftsteller und Redakteur ist er weit über die Grenzen Westdeutschlands und Luxemburgs hinaus von Bedeutung gewesen; die von ihm verfassten Kirchenlieder sind in Luxemburg und großen Teilen Deutschlands bis weit in die zweite Hälfte des 20. Jahrhunderts lebendig geblieben.
Bereits 1864 war Oberhoffer in die päpstliche Accademia di Santa Cecilia in der Sektion der Komponisten unter der Mitgliedsnummer 4484 aufgenommen worden. Seine Werke wie z. B. seine Vertonung des Te Deum wurden selbst von Franz Liszt beifällig aufgenommen; für seinen Rang als Organist spricht z. B. auch die Einladung Oberhoffers zum Einweihungskonzert der Merklin-Orgel der Basilika St. Epvre in Nancy, welches außerdem von Anton Bruckner, Charles Renaud de Vilbac (Paris) und Théophile Stern (Straßburg) bestritten wurde.

## Schriften (Auswahl)

### Autor
- Harmonie und Compositionslehre. Mit bes. Rücksicht auf d. Orgelspiel in kath. Kirchen, Luxemburg 1860.
- Die Schule des katholischen Organisten. Theoretisch-praktische Orgelschule. 3. Auflage, Trier 1880.
- Harmonie- und allgemeine Musiklehre, mit Rücksicht auf ihre geschichtliche Entwicklung kurz und leicht faßlich dargestellt. 2. Auflage, Trier 1883.

### Herausgeber
- Cäcilia. Organ für katholische Kirchenmusik, Jahrgänge 1862–1871